# Ossó de Sió (kommunhuvudort)
Ossó de Sió är en kommunhuvudort i Spanien.   Den ligger i provinsen Província de Lleida och regionen Katalonien, i den östra delen av landet, 400 km öster om huvudstaden Madrid. Ossó de Sió ligger 392 meter över havet och antalet invånare är 220.
Terrängen runt Ossó de Sió är lite kuperad. Runt Ossó de Sió är det glesbefolkat, med 20 invånare per kvadratkilometer. Närmaste större samhälle är Tàrrega, 12,1 km söder om Ossó de Sió. Trakten runt Ossó de Sió består till största delen av jordbruksmark.